# بايك دجي-يونغ
بايك جي-يونغ (هانغل: 백지영) هي مغنية كورية جنوبية، ولدت في 25 مارس 1976 في سول في كوريا الجنوبية.

## وصلات خارجية
- بايك دجي-يونغ على موقع IMDb (الإنجليزية)
- بايك دجي-يونغ على موقع ميوزك برينز (الإنجليزية)
- بايك دجي-يونغ على موقع ديسكوغز (الإنجليزية)